# Hokkaidó prefektúra
Hokkaidó prefektúra (japánul 北海道, Hepburn-átírással Hokkaidō, am. Északi-tengeri körzet) közigazgatási egység Japánban. Területe az azonos nevű szigetre és néhány kisebb szigetecskére terjed ki. A 47 tartományi szintű közigazgatási egység közül ez a legészakibb és legnagyobb. A prefektúra székhelye Szapporo, ami egyben a fősziget legnagyobb városa.
Délen a Cugaru-csatorna választja el Honsú szigetétől. A két szigetet a tenger alatt átvezető Szeikan-alagút köti össze. 

## Közigazgatási beosztás
Alprefektúrák - városaik
- Ohotszk      -  Abasiri, Monbecu, Kitami
- Hidaka
- Hijama
- Iburi        - Muroran (székhely), Date, Tomakomai, Noboribecu
- Isikari      - Szapporo (székhely, egyben Hokkaidó székhelye), Isikari, Csitosze, Ebecu, Eniva, Kitahirosima,
- Kamikava     - Aszahikava, Furano, Najoro, Sibecu,
- Kusiro       - Kusiro (székhely)
- Nemuro       - Nemuro (székhely)
- Osima        - Hakodate (székhely), Hokuto
- Rumoi        - Rumoi (székhely),
- Siribesi     - Otaru,
- Szoracsi     - Ivamizava (székhely), Bibai, Asibecu, Akabira, Fukagava, Mikasza, Júbari, Szunagava, Takikava, Utasinai,
- Szója    - Vakkanai,
- Tokacsi      - Obihiro (székhely),

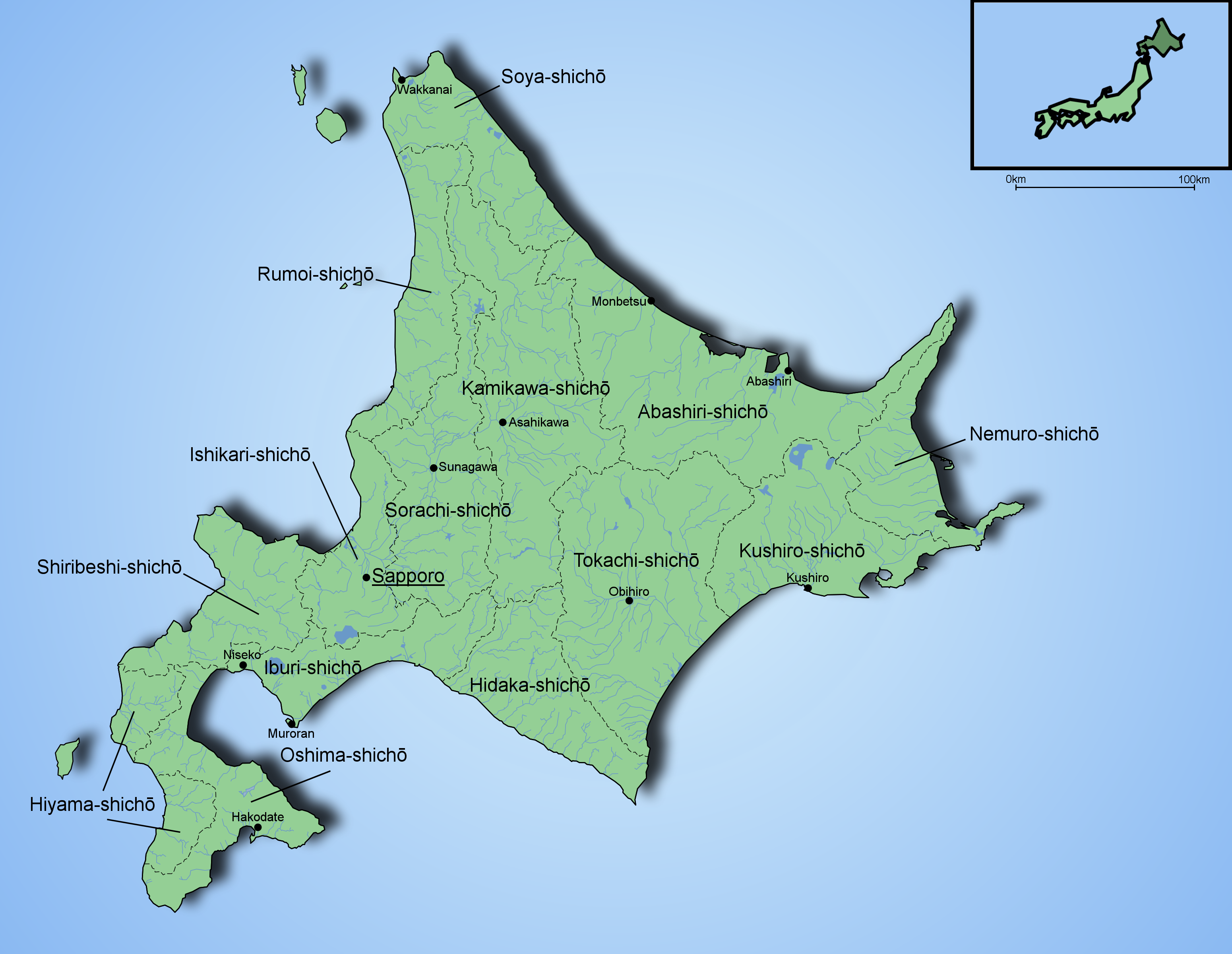
Hokkaidó prefektúra alprefektúrái

Hokkaidó prefektúra rendelkezik alprefektúrákkal (sicsó). Ez még hét japán prefektúráról mondható el. Hokkaidó az egyetlen olyan azonban, melynek intézményei lefedik a városokon kívüli teljes területet, és nem maradnak elszigetelt részei. A nagy terület miatt azonban Szapporo nem tudja megfelelően ellátni adminisztratív funkcióit, ezért ezekből számosat az alprefektúrák székhelyeinek ad át. Terveik szerint a 14 alprefektúrát 9 általános fejlesztési régióvá szerveznék át. A terv megvalósítása várat még magára (2009).
A jelen intézményrendszert megelőzően 1869-től Hokkaidó provinciákra volt osztva.

## Városok és települések
Fővárosa Szapporo, Hokkaido legnagyobb városa is egyben. Nagyvárosai még Hakodate délen és Aszahikava a középső régióban. Fontos populációs centrumai Kusiro, Obihiro, Abasiri, Nemuro. Hokkaidónak van a legnagyobb depopulációs rátája Japánban. A ráta 2000-ben 212 municipiálisából 152-nél csökkent (ez 71,7).